# Naxalisme

Districts de l'Inde affectés par les insurrections naxalites en 2007. Le dernier recensement officiel parle de 195 districts concernés.

Le naxalisme est le nom donné à un mouvement composé de plusieurs groupes révolutionnaires en activité dans quinze États de l'Inde (cf. carte). Les naxalites cherchent à « organiser les paysans pour provoquer une réforme agraire par des moyens radicaux y compris la violence ». Le terme « Naxal » dérive de Naxalbari, un village situé dans le district de Darjeeling, au nord du Bengale-Occidental d'où le mouvement est issu.
Actuellement, le mouvement est considéré comme terroriste par le gouvernement indien, mais est toutefois populaire auprès de la majorité des populations vivant dans ses zones d'influence.

## Historique

### Une révolte paysanne et communiste
La naissance du naxalisme s'explique d'abord par l'influence de la Troisième Internationale dans la région. L'implantation du communisme en Inde remonte au début du XXe siècle et, notamment sous l'impulsion de Manabendra Nath Roy, s'organise sous la forme du Parti communiste indien en 1924. Celui-ci encourage un soulèvement révolutionnaire au lendemain de la Seconde Guerre mondiale, principalement au Telangana. La répression du gouvernement résout le parti à entrer dans la voie électorale. Le CPI (M) naît en 1964 du refus d'abandonner la voie violente et de l'opposition à la politique de l'URSS, jugée révisionniste, une partie des membres se déclarant favorables au maoïsme. Néanmoins, l'influence des centristes conduit à ne pas abandonner le parlementarisme, ce qui provoque la déception de la fraction la plus à gauche.
Il reste que les idées et les instances communistes exercent une certaine autorité dans les campagnes de l'est indien. Dans les années 1960, les Kisans Sabhas, des organisations influencées par le PCI, incitent les paysans à lutter contre les propriétaires terriens (les jotedars) et à prendre deux tiers des récoltes conservées dans les greniers. Or, le district de Darjeeling présente des conditions favorables à un soulèvement radical par sa situation géographique, aux confins du Népal, de l'Inde et de l'ancien Pakistan oriental, et surtout en raison de la pauvreté des habitants. Près de 50 % des agriculteurs gagnent leur vie selon le système du bhagchasis , c'est-à-dire par la location des terres. Il s'ensuit une exploitation de la part des jotedars, qui de plus contournent les réformes gouvernementales limitant les hectares de terres par famille. En outre, les jacqueries ne sont pas un fait rare dans la région, comme l'illustrent les insurrections de Tebhaga (1946) et de Telengala (1946-1951) .
Menés par Charu Majumdar, Kanu Sanyal et Jangal Santhal, des militants de Siliguri expriment alors leurs divergences par rapport à la ligne du parti. Ils affirment notamment la nécessité de prendre le pouvoir et de libérer des zones révolutionnaires. Emprisonné en 1965 pour incitation à la révolte, Majumdar écrit un texte, Nine Deeds, dans lequel il préconise l'entrée dans la clandestinité pour mener la guerre révolutionnaire dans le monde rural. N'ayant pas réussi à faire entendre leurs positions à la Conférence des kisans du Bengale occidental tenue en octobre 1966, ils prennent la décision de former un groupe séparé et appellent les paysans à établir des comités populaires pour la gestion des villages, s'organiser pour la résistance et redistribuer les terres.
Le 3 mars 1967, dans le village de Naxalbari, près de la frontière népalaise, un groupe de 150 sympathisants du PCI (M), sous la conduite de Kanu Sanyal, s'empare des réserves de riz d'un propriétaire terrien. Le village acquiert alors une renommée internationale et donne son nom au mouvement. Les autorités locales craignent qu'une réponse trop brutale ne mette de l'huile sur le feu. Dans son éditorial du 5 juillet 1967, le Remin Ribao salue la confiscation des ressources agricoles, la punition des potentats locaux et la résistance aux forces de police. Dans le même temps, le cabinet bengali lance une opération policière qui met fin à l'insurrection. Si le soulèvement ne dure que 52 jours en raison de son absence de préparation et de soutien populaire, il marque une date importante dans l'histoire du communisme indien et du développement d'un courant maoïste.

### La création du PCI (ML) et son éclatement
En novembre 1967, Majumdar et les partisans quittent le CPI (M) et forment le All India Coordination Comitee of Communits Revolutionaries afin de centraliser les forces qui leur sont favorables. Le 1er mai 1969 est officiellement créé le CPI marxiste-léniniste (ML). Commence à se développer ainsi ce qu'ils appellent « une opposition révolutionnaire » afin de mettre en place « un gouvernement révolutionnaire » en Inde. Majumdar et ses partisans sont de grands admirateurs de Mao Zedong et préconisent que les paysans indiens et les classes inférieures suivent ses traces et renversent le gouvernement et les classes supérieures qu'ils jugent responsables de leur situation difficile. Ce fut le début de longues années de conflits entre pauvres et riches, basses castes et hautes castes, peuple et autorité.
Après la mort de Majumdar, le 16 juillet 1972, le mouvement a éclaté en un grand nombre de groupes dont les principaux sont ou ont été :
- Le Centre communiste maoïste (Maoist Communist Centre - MCC) (+)[7],
- Le People's War Group (PWG - Groupe de la guerre du peuple) (+),
- Le Communist Party of India (Marxist-Leninist) Unity Party ou CPI (ML) Unity Party (Parti communiste d'Inde (Marxiste-Léniniste) Parti de l'unité) (+),
- Le CPI (ML) Liberation (+),
- Le CPI (ML) Ramachandran (+),
- Le CPI (ML) Phani Bagchi,
- Le CPI (ML) Yatrindra Kumar,
- Le CPI (ML) Red Flag,
- Le CPI (ML) Agami Yug (+),
- Le CPI (ML) Pratighatana (+),
- Le CPI (ML) (Chandra Pulla Reddy) (+),
- Le CPI (ML) Janashakti (Chandra Pulla Reddy),
- Le CPI (ML) [Khokan Majumdar Faction] (CPI (ML) [Faction de Khokan Majumdar]) (+),
- Le Paila Vasudev Rao's CPI (ML) (CPI (ML) de Vasudev Rao) (+),
- Le Kerala Communist Party (Parti communiste du Kerala),
- La Communist Organization of India (ML) (COI (ML) - Organisation communiste de l'Inde (ML)),
- Le Unity Centre of Communist Revolutionaries of India (Marxist-Leninist) (Centre unifié des communistes révolutionnaires de l'Inde (ML)) (+),
- Le Coordination Committee of Communist Revolutionaries (CCCR - Comité de coordination des communistes révolutionnaires) (+),
- Le Communist Revolutionary Group for Unity (CRGU - Groupe communiste révolutionnaire pour l'unité) (+).

Le MCC est issu d'une scission de 1969 du CPI (ML) des débuts. Il s'appelait à l'origine Dakshin Desh. En 1975, il prit son nom de MCC.
La situation du naxalisme s'est ensuite améliorée par la fusion de plusieurs groupes épars.
Apparaissent :
- Le People's War, fondé en août 1998 par la réunion du PWG et du CPI (ML) Unity Party. Son nom officiel fut CPI (ML) People's War (+) ;
- Le CPI (ML)-Janashakti (connu aussi comme "faction Rajanna"), fondé le 30 juillet 1992 par la réunion du CPI (ML)-Resistance, d'une faction du Unity Centre of Communist Revolutionaries of India (Marxist-Leninist), du CPI (ML) Agami Yug, du Paila Vasudev Rao's CPI (ML), du CPI (ML) [Khokan Majumdar Faction], du CCCR et du CRGU ;
- Le CPI Maoist (CPI-M - CPI Maoïste), fondé le 21 septembre 2004 par la réunion du MCC et du CPI (ML) People's War.

Le CPI Maoist et le CPI (ML) Janashakti sont les deux groupes les plus importants. Le premier est présent dans les États d'Andhra Pradesh, Chhattisgarh, Jharkhand, Bihar, Orissa, Uttar Pradesh, Madhya Pradesh, Maharashtra, Bengale-Occidental, Karnataka, Tamil Nadu, Uttaranchal et Kerala (156 districts), et le second se limite à ceux d'Andra Pradesh, Chhattisgarh et Maharashtra. Ce dernier mouvement a souffert de scissions en 1996 et 2003.
Les divergences entre les différents "CPI (ML)..." ne reposent que sur de vagues interprétations idéologiques - voire syntaxiques des textes d'idéologie - et sur des conflits entre personnes de pouvoir. Les scissions sont quasiment permanentes, ce qui est la faiblesse de ce mouvement. Les plus puissants étant ceux qui ont réussi à réunir le plus de factions et à pérenniser l'union.
Le naxalisme trouve la majeure partie de son soutien auprès des travailleurs ruraux sans terre extrêmement pauvres et des membres des castes inférieures. Ses militants emploient fréquemment la violence, y compris l'assassinat, l'usage de bombes, l'attaque de train et d'autobus, le chantage, l'émeute et l'extorsion, pour arriver à leur fins. Le mouvement a été par exemple impliqué dans la tentative d'assassinat de Chandrababu Naidu (en), l'ex-ministre en chef de l'Andhra Pradesh. Ils ont également menacé de tuer les ministres en chef du Jharkhand, du Bengale-Occidental, du Bihar, du Madhya Pradesh et du Chhattisgarh, les états où ils sont bien implantés. En dehors de ces États, les Naxalites ont également effectué des actions telles que le meurtre d'officiers de police et de fonctionnaires de gouvernement, sans compter le déraillement de trains transportant des passagers civils dans les États tels que le Maharashtra, l'Orissa, l'Uttar Pradesh et le Jharkhand. Les estimations de décès consécutifs aux actions belligérantes des groupes naxalites sont de quelques dizaines. Certains groupes s'impliquent dans le processus électoral, tel, par exemple, le COI (ML) et diverses autres factions CPI (ML), trop faibles pour envisager un autre moyen d'action ou n'étant pas d'accord avec l'option violente d'"élimination de classe".
Les fonctionnaires de police affirment que les Naxalites indiens essayent également de mettre en place une liaison avec les révolutionnaires communistes du Népal. Ceci a été confirmé par le communiqué du 8 juillet 2000 du Parti communiste du Népal (maoïste) (Communist Party of Nepal (Maoist) - CPN (M)) dans lequel il appelait "les peuples du Népal et de l'Inde à s'opposer ensemble aux politiques fascistes et génocidaires des classes dirigeantes indiennes et de leurs laquais népalais".
La guérilla, née en 1967 dans la région du Bengale-Occidental, connaît une recrudescence dans plusieurs États depuis 2004. Les affrontements entre naxalites et forces gouvernementales font des centaines de morts chaque année.
Pour financer leur mouvement, les naxalites prélèvent un impôt révolutionnaire, qui représente jusqu'à 20 % des bénéfices des entreprises locales.
En juillet 2006, lors d'un congrès à New Delhi, Manmohan Singh décrit le naxalisme comme « le plus grand défi pour la sécurité intérieure du pays ».

## Programme politique
Le naxalisme moderne est fondé sur la démocratie directe.
La défense de l’accès à la terre et aux produits de la forêt est au cœur de la stratégie naxalite. Ils ont ainsi contraint le gouvernement à offrir un prix décent aux tribus pour la vente des feuilles de tendu, récoltées dans la forêt et utilisées pour la fabrication des cigarettes bidis. Leur intervention a également permis d’imposer un salaire minimum pour les travailleurs du bambou, de rendre aux intouchables leurs droits sur la pêche, de lutter contre les pratiques usurières, etc. 
La guérilla naxalite bénéficie d'un degré de soutien important dans les régions où elle est présente. Selon une étude du journal The Times of India en 2010, 58 % des personnes vivant dans ces zones ont une perception positive de la guérilla, contre seulement 19 % pour le gouvernement.

#### Ouvrages
- Sumanta Banerjee (trad. de l'anglais par J Adarshini), Dans le sillage de Naxalbari, Academia, 2015

- (en) Edward Duyker, Tribal Guerrillas : The Santals of West Bengal and the Naxalite Movement, New Delhi, Oxford University Press, 1987, XVIII-201 p. (ISBN 978-0-19-561938-6)
- (en) Sankar Ghosh, The Naxalite Movement : A Maoist Experiment, Calcutta, Firma K.L. Mukhopadhyay, 1974 (ISBN 0-88386-568-8)
- (en) J. C. Johari, Naxalite Politics in India, New Delhi, Institute of Constitutional and Parliamentary Studies, 1972
- (en) Sohail Jawaid, The Naxalite Movement in India : Origin and Failure of the Maoist Revolutionary Strategy in West Bengal. 1967-1971 (thèse soumise à la Brock University), New Delhi, Associated Publishing House, 1979
- (en) Judge Paramjit  S., Insurrection to Agitation The Naxalite Movement in Punjab, Bombay, S outh Asia Books, 1992 (ISBN 81-7154-527-0)
- (en) Louis Prakash, People Power : The Naxalite Movement in Central Bihar, New Delhi, South Asia Books, 2002 (ISBN 81-87412-07-0)
- (en) Rabindra Ray, The Naxalites and their ideology, Oxford, Oxford University Press, coll. « Oxford India paperbacks », 2012, 3e éd., XVII-244 p. (ISBN 978-0-19-807738-1, présentation en ligne)

- Prakash Singh (trad. de l'anglais par Roger Lakerschmidt et Jean-Claude Lamoureux), Histoire du naxalisme : jacqueries et guérillas de l'Inde, 1967-2003 [« The Naxalite Movement in India »], Paris, Les Nuits rouges, 2003, 240 p. (ISBN 2-913112-21-8, présentation en ligne)
- Alpa Shah (trad. Célia Izoard), Le livre de la jungle insurgée : Plongée dans la guérilla Naxalite en Inde [« Nightmarch: Among India's Revolutionnary Guerillas »], Montreuil-sous-Bois, Éditions de La dernière lettre, 2022, 295 p. (ISBN 9782491109066)

#### Articles
- Cédric Gouverneur, « En Inde, expansion de la guérilla naxalite : Menaces de déstabilisation sur fond de pauvreté », Monde diplomatique,‎ décembre 2007 (lire en ligne)
- Naïké Desquesnes et Nicolas Jaoul, « Les intellectuels, le défi maoïste et la répression en Inde : Opération militaire du gouvernement contre les naxalites », Monde diplomatique,‎ octobre 2011 (lire en ligne)
- Christophe Jaffrelot, « L'Etat face au défi maoïste en Inde », Etudes du CERI,‎ 2011, p. 1-31 (lire en ligne, consulté le 18 septembre 2015)
- Arundhati Roy, « Ma marche avec les camarades », Outlook Magazine, New Delhi,‎ 19 mars 2010 (lire en ligne)